# 邵寶
邵寶（1460年—1527年），字國賢，號泉齋，別號二泉，直隸無錫縣人，明朝政治人物。官至南京禮部尚書。

## 生平
成化十六年（1480年）庚子科應天府鄉試第八名舉人，二十年（1484年）甲辰科進士。授許州知州。期間他核實查證颍考叔的祠墓，并将魏文帝庙改为汉愍帝祠。弘治七年（1494年）入為戶部員外郎，歷郎中，遷江西提學副使（中憲大夫、江西等處提刑按察司副使、奉敕提督學政，弘治十六年），修白鹿書院學舍。遷浙江按察使，再遷右布政使。進湖廣布政使。
正德四年（1509年），遷都察院右副都御史，總督漕運。因忤劉瑾，強令致仕。劉瑾伏誅，起貴州巡撫，不久升任戶部侍郎。拜南京禮部尚書，懇辭不就。
嘉靖改元，起前職，辭不赴。卒贈太子太保，諡文莊。《明史》有傳。

## 著作
邵寶為李東陽門生，詩文皆以其為宗。其文典重和雅，詩清和澹泊。有《容春堂前集》20卷，《容春堂後集》14卷，《容春堂續集》18卷，《容春堂別集》9卷。又有《簡端錄》、《慧山記》、《大儒奏議》、《漕政舉要錄》等行世。學者稱二泉先生。

## 轶事
《四友齋叢說》載其見劉瑾暴怒拍桌，因而嚇尿之事。

## 延伸阅读
[在维基数据编辑]
 《國朝獻徵錄·卷之三十六》，出自焦竑《國朝獻徵錄》
 《明史卷二百八十二》，出自《明史》
 在维基共享资源阅览影像